# Erythrodes bicarinata
Erythrodes bicarinata är en orkidéart som beskrevs av Rudolf Schlechter. Erythrodes bicarinata ingår i släktet Erythrodes och familjen orkidéer. Inga underarter finns listade i Catalogue of Life.